# Коврово
Коврово (рос. Коврово) — присілок у Сергієво-Посадському районі Московської області Російської Федерації

## Розташування
Коврово входить до складу міського округу Пересвєт, воно розташовано на захід від міста Пересвєт, на березі річки Кунья. Найближчий населений пункт — Ігнатьєво.

## Населення
Станом на 2006 рік у присілку проживало 7 осіб.